# Duel in de diepte
Duel in de diepte is een Nederlandse jeugdserie, die in 1979 werd uitgezonden door de KRO. De film is gebaseerd op het gelijknamige verhaal van Anton Quintana. De KRO had een aantal jaren daarvoor ook al de De Kris Pusaka van Quintana voor televisie verfilmd. Producent van de serie was Dirk Jan Braat.

## Geschiedenis
Quintana maakte in mei 1977 samen met Bram van Erkel (de regisseur van de serie) een reis naar de Nederlandse Antillen om inspiratie op te doen. In januari 1978 kon melding gemaakt worden dat filmmaatschappij Polyscope bezig was voorbereidingen te treffen voor opnamen, die voornamelijk op Bonaire zouden gaan plaatsvinden in de maanden april, mei en juni 1978. Bij het bekendmaken van Peter Faber als een van de acteurs, werd melding gemaakt dat de naam van de hoofdrolspeelster nog even geheim werd gehouden, ze moest nog havo-eindexamen doen. Voor de onderwaterscènes werd een gespecialiseerde cameraman ingevlogen. Nadat de serie was opgenomen vertrok Van Erkel naar de NCRV; hij kon daar meer werk leveren voor volwassenen.
De serie, die tussen 800.000 en 1.250.000 gulden kostte en op Nederland 2 werd uitgezonden, haalde gemiddeld drie miljoen kijkers per aflevering (er waren toen slechts twee Nederlandse zenders). De serie was net in Nederland afgelopen toen Telearuba de serie begon uit te zenden. In 1982 volgde België. De serie werd herhaald in 1992 (België) en in 1994 (Nederland). Lidy Sluyter hield aan de serie de status van 'tienerster' over. De hoofdrolspeelster raakte na de afloop van de serie al snel in de vergetelheid, maar kwam dankzij de herhalingen weer even in het nieuws. Ze had weliswaar genoten van de opnamen, maar vond de opnamen van de onderwaterscènes onprettig, zelfs beangstigend. Ze had daarbij de pech dat de eerste opnamen mislukten en dat ze ze over moest doen.

## Verhaal
Het verhaal gaat over zangeres Sylvia Sommer (een rol van Lidy Sluyter) die naar de Antillen reist om na een black out rust te zoeken. Ze wordt echter aangezien voor Alma, die sprekend op haar lijkt en die probeerde diamanten uit een gezonken schip op te duiken, maar daarna spoorloos verdween. Door deze persoonsverwarring beleeft Sommer het ene avontuur na het andere.

## Acteurs
- Lidy Sluyter (Sylvia Sommer)
- Peter Faber (El Loco)
- Lex Schoorel (Lucas Achterberg)
- Ronald Carrilho (Eddy Gomez)
- Rutger Hauer (John van der Velde)
- Eddie Marchena (Feliciano)
- Edison Bornachera (Chepito)
- Felix de Rooy (Laro)
- Willy Dwarskasing (Calina Gomez)
- Ro de Palm (Papá Gomez)
- Nydia Ecury (Mama Gomez)
- Willem Anthony[3] (Marco)
- Naro Engelhart (Miquel) (1912-1985)
- Eufracio Thielman (Eki)
- Huib Broos (Joop)
- Bill van Dijk (Toetsenist)
- Riet Wieland Los (Huishoudster)
- Ferd Hugas (Presentator)
- Hans van Willigenburg (zichzelf)

## Afleveringen
| Nr. | Titel aflevering                     | Uitzenddatum     |
| --- | ------------------------------------ | ---------------- |
| 1   | Een afschuwelijke boodschap          | 2 oktober 1979   |
| 2   | Een eilandje in de zon               | 9 oktober 1979   |
| 3   | Ontmoetingen                         | 16 oktober 1979  |
| 4   | Een tochtje met verrassingen         | 23 oktober 1979  |
| 5   | De bevrijders                        | 30 oktober 1979  |
| 6   | Dubbelvier                           | 6 november 1979  |
| 7   | De gevangene van Karpata             | 13 november 1979 |
| 8   | Vrienden onder elkaar                | 20 november 1979 |
| 9   | Man tegen man                        | 27 november 1979 |
| 10  | Een man een man, een woord een woord | 4 december 1979  |
| 11  | Souvenirs                            | 11 december 1979 |
| 12  | Bekentenissen                        | 18 december 1979 |
| 13  | Het geheim van de Cucaracha          | 18 december 1979 |